# Соловей (сказка)
«Соловей» (дат. Nattergalen) — сказка Ханса Кристиана Андерсена, написанная в 1843 году. Включена автором в сборник «Новые сказки», адресованный людям разных возрастов.
В 1914 году Игорь Стравинский создал по сказке «Соловей» одноимённую оперу, в 1917-м — симфоническую поэму «Песня соловья».

## Сюжет
Дворец китайского императора славился не только красотой, но и великолепным пением соловья, жившего в саду. Путешественники, побывавшие в столице императора, по возвращении домой рассказывали о крылатом певце, как о чуде, учёные описывали его в книгах,  а поэты слагали о нём стихи.
В конце концов император попросил своих приближённых найти птицу и доставить её во дворец. Те долго искали; когда же увидели соловья на ветке, то удивились: он выглядел очень скромно. Соловей согласился посетить придворный праздник. Он запел, и на глазах у императора выступили слёзы. Оставшись во дворце, соловей поселился в отдельной комнатке. Теперь он жил в окружении двенадцати слуг и гулял дважды в сутки.
Однажды императору прислали в подарок искусственного соловья. Когда его заводили, он начинал исполнять мелодию — одну-единственную, но очень красивую. Придворный капельмейстер решил, что теперь птицы будут выступать дуэтом, но слаженного исполнения не получилось: искусственный пел, как шарманка. Тем не менее он имел успех: придворные слушали его тридцать три раза подряд. Когда же вспомнили про живого соловья, оказалось, что он покинул дворец.
Искусственная птица стала любимой игрушкой императора. Но однажды механизм дал сбой, и мелодия смолкла. После ремонта, сделанного часовщиком, было объявлено, что из-за изношенности зубчиков заводить искусственного соловья можно лишь один раз в год.
Пять лет спустя император тяжело заболел. В спальню, где он лежал, пришла Смерть. Внезапно раздалось чудесное пение: это вернулся живой соловей. Он пел до тех пор, пока Смерть не вылетела в окно. Когда император начал благодарить птицу за спасение, та ответила, что слёзы, увиденные на его глазах в момент первого пения, — самая большая награда для певца. Проснувшись утром здоровым, император попросил соловья остаться во дворце. Крылатый певец отказался, пояснив, что должен летать по свету, рассказывать о добре и зле, радовать своей мелодией и крестьянина, и рыбака.

## Художественные особенности
Андерсена, который был творчески близок к литературному романтизму, интересовала тема искусства в целом и судьба художника в частности. Развивая её в сказке «Соловей», он создал фантастический сюжет, включив в повествование эпизод о том, как во время поисков птицы в саду придворные, не замечавшие её пения, поначалу спутали соловьиные трели с кваканьем лягушки.
Основная тема сказки — столкновение живого и ложного искусства. Под живым подразумевается то искусство, что близко природе. Образцом ложного является механическая птица, умеющая исполнять лишь одну мелодию и напоминающая шарманку. В ней нет настоящего звука; её ценят лишь «важничающие придворные», готовые променять подлинную музыку на её машинную имитацию. В тяжёлый для императора час заводная игрушка молчит, тогда как искренняя песня живого соловья изгоняет смерть и помогает человеку выздороветь:
В эстетике Андерсена природа противопоставляется искусственности, жизнь - «механике». В этом противопоставлении явно слышны отзвуки романтической эстетики. Но если механический соловей у Андерсена жалок и ничтожен, то это отнюдь не затрагивает области механики как таковой.
Финал сказки возвышенный: соловей отказывается жить во дворце, но обещает прилетать и петь «о счастливых и несчастных, о добре и зле» — о том, что всегда окружало императора, но было ему непонятно и недоступно до тех пор, пока за ним не пришла смерть. По мнению литературоведа Сергея Тураева , Андерсен этой концовкой даёт понять, что «поэт видит больше, чем сильные мира сего, и слово его не только радует, но и заставляет задуматься над жребием людским»:
Да и сам автор, чудаковатый, такой непрактичный в жизни, словно сошёл со страниц своей романтической новеллы.

## Иллюстрации
Иллюстрации к сказке создавали выдающиеся зарубежные и российские художники. Среди них:
- Вильхельм Педерсен (1849)
- Эдмунд Дюлак (1911)
- Георгий Нарбут (1912)
- Игорь Олейников (2006)

## Экранизации и театральные постановки

### Опера
В 1914 году в «Гранд-опера» состоялась премьера лирической оперы Игоря Стравинского «Соловей» (антрепренёр — Сергей Дягилев, художник — Александр Бенуа). Обращение композитора именно к этому произведению Андерсена не случайно: «оно буквально пронизано музыкой». Это касается и пения соловья, и своеобразного музыкального турнира, который придворные устроили для живой и искусственной птицы, и «характерных звуковых образов фонового свойства», использованных Стравинским при работе над оперой. По стечению обстоятельств, это своё первое произведение для музыкального театра никогда не бывавший в Китае Стравинский начал в 1908 году, в год смерти последней китайской императрицы Цыси из маньчжурской династии Цин.

### Театр
Позднее к «Соловью» стали обращаться театральные режиссёры: так, в 1975 году Валерий Белякович поставил одноимённый спектакль в Театре юных москвичей; в 1980-х сказка (под названием «Соловей и император») была воплощена на сцене белорусского Государственного театра кукол, в 1988 году состоялась постановка «Соловья» Генриетты Яновской в  МТЮЗе. 

### Мультипликация
- В 1991 году советские режиссёры Майя Бузинова и Иосиф Доукша сняли одноимённый кукольный мультфильм по мотивам сказки[9].
- В 2005 году датским режиссёром Йоргеном Бингом был снят мультфильм «H.C. Andersens eventyrlige verden: Nattergalen» [10].